# Augustyn Necel

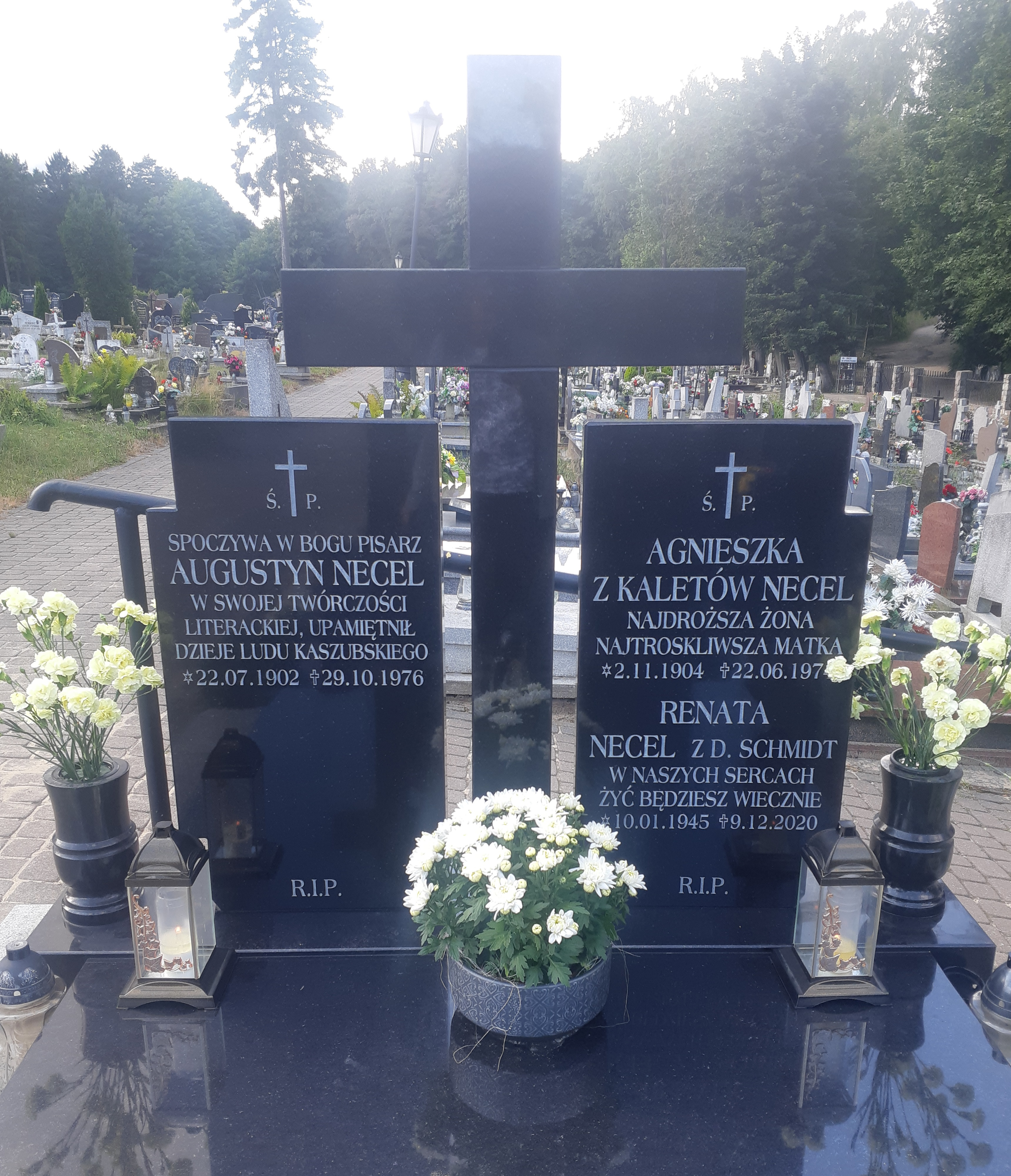
Nagrobek Augustyna Necla na cmentarzu komunalnym we Władysławowie

Augustyn Necel właśc. Netzel (ur. 22 marca lub 22 lipca 1902 w Chłapowie, zm. 29 października 1976 we Władysławowie) – pisarz, najwybitniejszy i najpłodniejszy kaszubski autor powieści historycznych, z zawodu rybak, „kaszubski Sienkiewicz”, zwany też „kronikarzem spod Rozewskiej Blizy”.

## Życiorys
Urodził się 22 marca lub lipca 1902 r. w Chłapowie k. Władysławowa, w rodzinie Jana, rybaka łodziowego, i Franciszki z domu Lesnów. W rodzinnej miejscowości chodził do czteroklasowej szkoły pruskiej, a w języku polskim dokształcał się samodzielnie, m.in. przez lekturę Sienkiewicza i prasy. Miał też swego mentora Franciszka Goykę, twórcę pierwszej maszoperii na Kaszubach, którego opisał w swej pierwszej powieści. W 1916 r. – podczas I wojny – zaczął pracę na morzu jako rybak. W przedwojennej Polsce odbył służbę wojskową, przez trzy lata był marynarzem dalekomorskim. Zamustrowany był na statkach: „Maria Siedler”, „Sambor", „Marta Schröder”,„Bohnekampf”, „Uland”. Następnie pracował w Stacji Morskiej (1928–1939), późniejszym Morskim Laboratorium Rybackim w Helu, gdzie zamieszkał. Opublikował kilka artykułów fachowych i dwa opowiadania. Próbował pisać powieść o życiu na morzu.
W 1939 r. wziął udział w obronie Wybrzeża, a później uczestniczył w pomorskiej konspiracji. 
Po wojnie rybaczył, ale w 1953 r. przekazał kutry synom i zajął się pisaniem. Jesienią 1951 zamieszkał w nowo wybudowanym domu we Władysławowie, gdzie był też radnym. Dwa opowiadania zamieścił w Kalendarzu rybackim 1947, ale został naprawdę „odkryty” w 1953 r. przez Jana Piepkę, który wspólnie z Lechem Bądkowskim, Franciszkiem Fenikowskim i Izabellą Trojanowską zaopiekował się jego talentem. W 1955 r. wydawnictwo Czytelnik opublikowało jego pierwszą powieść rybacką Kutry o czerwonych żaglach (20 tys. nakładu), która stała się dużym wydarzeniem literackim w kraju. Jeszcze w tym samym roku książka doczekała się co najmniej 5 publikowanych recenzji. Wcześniej Necel publikował fragmenty tego utworu w Dzienniku Bałtyckim i Rybaku Morskim. 
Po tym sukcesie podjął tematykę historyczną i napisał dalsze powieści, których akcja toczy się na Wybrzeżu. Drugą publikowaną powieścią Necla była Saga o szwedzkiej checzy (1957), którą autor zadedykował swojej żonie z okazji 25-lecia małżeństwa Maszopi (1958) oraz dwuczęściowa epopeja Krwawy sztorm (1960) i Złote klucze (1962), która stała się najpopularniejszą pozycją w dorobku pisarza i miała dwa wznowienia w latach 60. (1964 i 1969). Równolegle ogłosił powieść Okrętnicy spod Nordowej Gwiazdy (1959) i szkic historyczny Z przeszłości Ziemi Puckiej (1960). W 1959 r. został członkiem Związku Literatów Polskich. 23 maja 1971 r. papież Paweł VI przyznał pisarzowi Komandorię I kl. Orderu Świętego Grzegorza Wielkiego za podjęcie tematyki wiary i męczeństwa w książce Nie rzucim ziemi (1969), czyli zbiorze sylwetek historycznych bohaterów Ziemi Gdańskiej w okresie od rządów Bismarcka do okupacji hitlerowskiej. Głównymi bohaterami powieści są kapłani katoliccy.
Oprócz tego tomu Augustyn Necel napisał w tamtych latach szereg pozycji o urozmaiconej tematyce i formie, wykraczających niekiedy poza temat historyczny. Były to kolejno: zbiór opowieści wojennych o wspólnym temacie Łosoś wszechwładny (1963), powieść z życia rybaków W pogoni za ławicami (1966), powieść o kaszubskich emigrantach do Ameryki Z deszczu pod rynnę (1971), powieść wojenna Wolność i niewola (1971), opowieść historyczna Haftowana bandera (1972), saga rodziny Kreftów Rewianie (1974), zbiór bajęd i legend kaszubskich z XIX w. Demony, purtki i stolemy (1975) oraz urozmaicone gawędy W niewoli białych purtków, poprzedzone wspomnieniami, które ukazały się pośmiertnie w 1977 roku. Po śmierci żony pisarz ciężko chorował i zmarł na raka we Władysławowie 29 października 1976 r. i tam też został pochowany. Nie zdążył zrealizować wszystkich swoich planów, wśród których znajdowała się kontynuacja tomu Nie rzucim ziemi.
Z żoną Agnieszką z Kaletów (1904–1974), z którą ożenił się w 1929 r., wychował czterech synów, którzy zostali rybakami, i trzy córki. 
Zmarł we Władysławowie, pochowany na cmentarzu komunalnym (sektor B-1-1).

## Podsumowanie
Augustyn Necel był bardzo pracowitym i ambitnym twórcą. Za życia cieszył się wielką poczytnością i trafiał w gusta czytelników. Umiejętnie promował swe dzieła, umiał wyczuć trendy, posiadał też dużą siłę przebicia oraz niewątpliwy talent w swej kategorii literackiej. Był amatorem, pisarzem „naiwnym”, ale uczynił z tego atut. Korzystał z pomocy doświadczonych literatów, głównie Franciszka Fenikowskiego, który szlifował jego teksty i propagował samą osobę Necla. „Kaszubski Sienkiewicz” pisał po polsku, ale stosował wtrącenia kaszubskie i niemieckie, które uwiarygadniały jego literaturę. Nie eksperymentował, używał „stylu kronikarskiego”, jak go określił Tadeusz Bolduan, potrafił komponować dialogi i fabułę. Jego książki łatwo mogłyby stać się scenariuszami słuchowisk czy filmów.
Zarzucano mu m.in. grafomanię, łatwiznę, czyli np. pisanie o Kaszubach po polsku, powielanie samego siebie, braki w wykształceniu, niejasne układy i związki i liczne mistyfikacje pisane „dla pokrzepienia serc”. Część tych uwag jest słuszna, bo autorowi zdarzało się łączyć wydarzenia faktyczne z fikcją, tak w literaturze, jak i w życiu. (Ale był to poniekąd popularny przedwojenny model autoprezentacji, który stosował np. Axel Munthe, bardzo poczytny swego czasu autor). Miał przeciwników w najbliższym sobie kręgu, a nawet w rodzinie. Nie był pisarzem pierwszoligowym, ale jego książki uzyskiwały wysokie nakłady, co przekładało się na literacki sukces pisarza. Jego zasługą jest niewątpliwie popularyzacja tematyki pomorskiej i kaszubskiej, zwłaszcza historii Wybrzeża i pracy rybaków.

## Pokłosie
Zainteresowanie Neclem spadło po jego śmierci, choć jego nazwisko jest na Kaszubach znane i pamiętane. Ulice jego imienia są np. w Gdańsku Gdyni, Jastarni, Suchym Dworze, Wejherowie i (od końca lat 70.) we Władysławowie, od 1995 r. nosi je też Biblioteka Publiczna Gminy Kosakowo w Dębogórzu. Szkoła Podstawowa w Mieroszynie otrzymała je już w 1985 r., a rodzina pisarza funduje jej uczniom stypendium jego imienia. W miejscach, w których mieszkał, we Władysławowie, Chłapowie, Kosakowie, Mieroszynie, Rewie i w Helu wmurowano tablice pamięci twórcy. Pod koniec XX wieku wznowiono Rewian (1998) i Haftowaną banderę (1998). Setna rocznica urodzin pisarza spowodowała całą serię wznowień jego książek. Ukazały się ponownie: Kutry o czerwonych żaglach (2002), Maszopi (2002), W pogoni za ławicami (2003), Nie rzucim ziemi... (2003, 2008), Saga o szwedzkiej checzy (2004), Łosoś wszechwładny (2004), Okrętnicy spod Nordowej Gwiazdy (2005) i Z deszczu pod rynnę (2006). Rok 2006 był w powiecie puckim Rokiem Augustyna Necla. 3 września 2006 r. na Placu Kaszubskim w Wierzchucinie wmurowano tablicę jemu poświęconą. Wydano też wtedy jego wspomnienia. Wcześniej opublikowano książkę jego brata Jana Netzla Tak było... Wspomnienia rybaka (2000). Na temat życia i twórczości Augustyna Necla napisano wiele artykułów. Prace zostały zestawione w Bibliografii Kaszub, w Bibliografii Pomorza Gdańskiego, w elektronicznej bazie Bibliografii Pomorza Gdańskiego i Środkowego, w Słowniku pisarzy wybrzeża.

## Twórczość
- Kutry o czerwonych żaglach – 1955[58]
- Saga o szwedzkiej checzy – 1957[59]
- Maszopi – 1958[60]
- Okrętnicy spod Nordowej Gwiazdy – 1959[61]
- Krwawy sztorm – 1960[62]
- Złote klucze – 1962[63]
- Łosoś wszechwładny – 1963[64]
- W pogoni za ławicami – 1966[65]
- Nie rzucim ziemi – 1969[66]
- Z deszczu pod rynnę – 1971[67]
- Wolność i niewola – 1971[68]
- Haftowana bandera – 1972[69]
- Rewianie – 1974[70]
- Demony purtki i stolemy. Baśnie kaszubskie – 1975[71]
- W niewoli białych purtków. Podania i gawędy z Wybrzeża – 1977[72]
- Moje wspomnienia – 2006[52]

## Filmografia
Augustyn Necel wystąpił w filmie dokumentalnym Między dwiema latarniami, promującym Kaszuby Północne.

## Ordery i odznaczenia
- Krzyż Oficerski Orderu Odrodzenia Polski (1956)[74]
- Złoty Krzyż Zasługi (20 czerwca 1955)[75]
- Brązowy Krzyż Zasługi (1933)[76]
- Medal Zwycięstwa i Wolności 1945 (1946)[77]
- Medal Stolema (1967)[78]
- Odznaka 1000-lecia Państwa Polskiego (1963)[79]
- Odznaka „Zasłużony Pracownik Morza” (1963)[77]
- Komandoria I klasy Orderu Świętego Grzegorza Wielkiego (Stolica Apostolska, 23 maja 1971)[32]

## Nagrody
- Nagroda Literacka Ogólnopolskiego Komitetu Obchodu Dni Morza (1959)
- Nagroda im. Mariusza Zaruskiego za popularyzację tematyki morskiej (1962)
- Nagroda Klubu Marynistów LPŻ (1962)